# خنرال پاچیکو
خنرال پاچیکو (به اسپانیایی: General Pacheco) یک منطقهٔ مسکونی در آرژانتین است که در Tigre Partido واقع شده‌است. خنرال پاچیکو ۴۳٬۲۸۷ نفر جمعیت دارد و ۱۱ متر بالاتر از سطح دریا واقع شده‌است.